# Pollice verso (картина)
«Pollice verso» (с лат. — «Пальцы вниз») — картина французского художника Жана-Леона Жерома, написанная им в 1872 году.
Жан-Леон Жером достиг значительного уровня мастерства в жанре академизма и стал любимцем французской аристократии, однако решил пересмотреть своё творчество и взяться за более основательный и историчный подход к написанию своих полотен. Решив проверить границы выбора сюжетов, дозволенных в довольно пуританском искусстве XIX века, темой для будущей картины он выбрал гладиаторский поединок. Жером писал полотно по фактическим материалам, в частности на основе чертежей арен и подлинных доспехов гладиаторов. Работа над картиной была закончена в 1872 году. На ней изображено как победитель попирает побеждённого на арене римского Колизея в ожидании вердикта толпы — жеста Pollice verso. С несвойственной им кровожадностью служительницы храма богини Весты — весталки в белых одеждах — уже вынесли своё решение, повернув большие пальцы вниз, фактически приговорив побеждённого гладиатора к смерти. Сидящий в отдельной ложе римский император кажется совершенно равнодушным к происходящему, но именно он манипулирует беснующейся толпой. После Всемирной выставки 1873 года в Вене полотно было куплено у Жерома американским миллионером и долгое время выставлялось по всей Америке. В настоящее время картина находится в коллекции художественного музея Финикса (Аризона, США).

## История и контекст

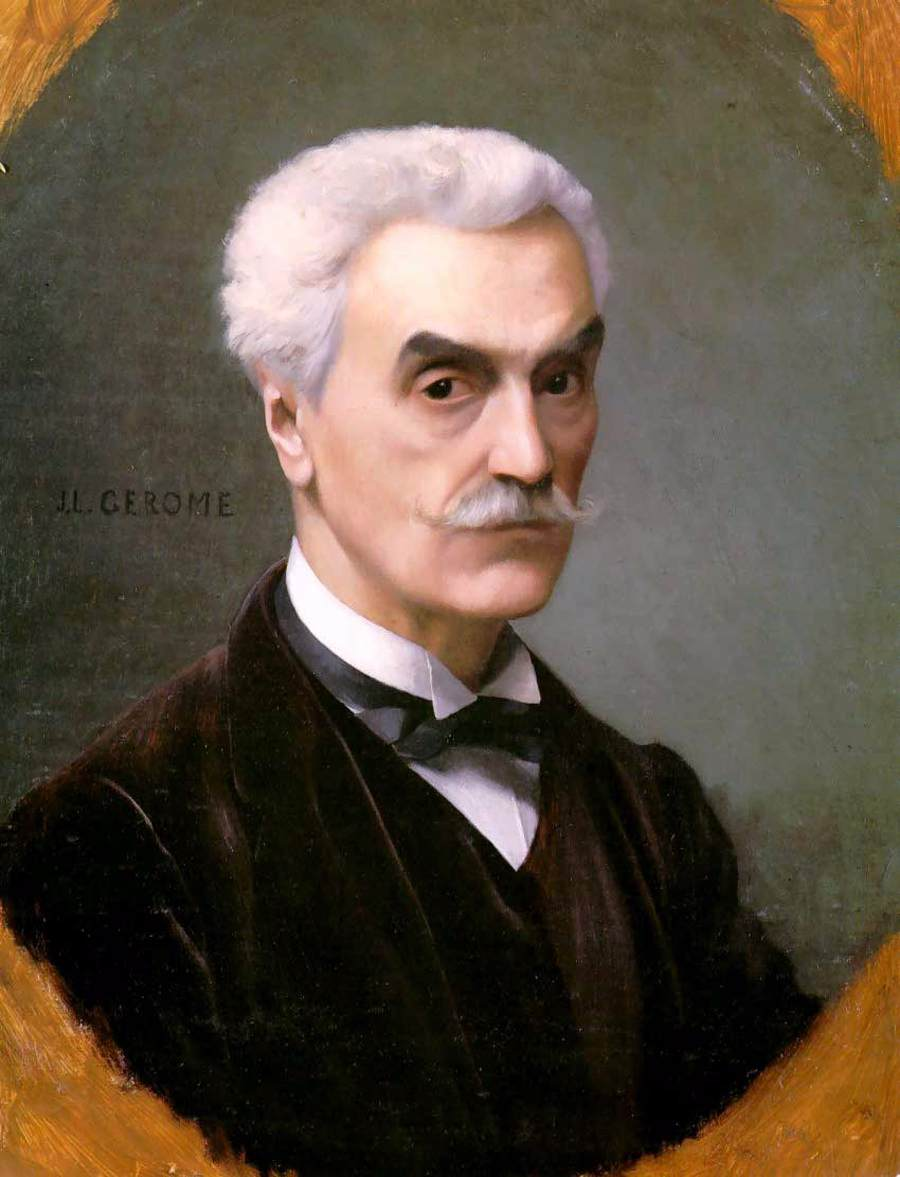
Жан-Леон Жером, автопортрет, 1886 год

Французский художник Жан-Леон Жером (1824—1904) был учеником известных живописцев Поля Делароша и Шарля Глейра, от которых воспринял страсть к странствиям, исследованию обычаев разных народов. На фоне зарождения массовой культуры провинциал Жером пошёл навстречу желаниям новой публики формирующейся буржуазной Франции и стал знаменитым у салонной аристократии, познакомив её как со своими академическими портретами и мелодраматическими полотнами, так и с картинами о наполеоновских походах и жизни на арабских базарах, а также работами на мифологические и эротические темы. Находясь на вершине своей творческой карьеры, Жером был желанным гостем императорской семьи и профессорствовал в Школе изящных искусств.
В это время во Франции возник спрос на новый подход к исторической живописи, сформулированный историком Проспером де Барантом, писавшим, что «мы все хотим знать о том, как жили более ранние общества и отдельные личности. Мы требуем того, чтобы их образ был ясно виден в нашем воображении, и чтобы они предстали живыми перед нашими глазами». В конце 1850-х годов Жером проявил необычайную предприимчивость в выборе популярных исторических сюжетов, начиная от Древней Греции и Рима. Он будто ответил на призыв Баранта, взявшись за несколько эклектичное переосмысление своего академизма, во многом из-за влияния Жан-Огюст-Доминика Энгра и его картин на древнегреческие темы, написанных через призму личной и повседневной жизни, а также своего учителя Делароша, вставшего на более понятный общественности театральный подход в живописи на исторические сюжеты. Жером приступил к поиску баланса между почти документальным реализмом и научным подходом к образной реконструкции исторических событий, научившись мастерски управлять повествовательными возможностями сюжетов своих картин, ввиду чего они оставляли неизгладимое впечатление у зрителей. Отказавшись от поэтических обобщений и идеализации главных героев, с помощью уравновешенной и дотошной в деталях живописной техники Жером практически делал людей непосредственными свидетелями событий прошлого. Однако он часто обвинялся в работе на потребу публике и пренебрежении будущей востребованностью сюжетов своих картин и в ответ решил проверить границы выбора дозволенных и законом разрешённых тем в основном пуританском изобразительном искусстве XIX века, выбрав сюжетом нескольких своих новых работ гладиаторский поединок.

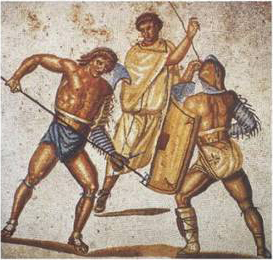
Фреска с изображением гладиаторского поединка на римской вилле в Ненниге, II—III век н. э.

Гладиаторские бои не были придуманы римлянами, но именно в Риме их довели до совершенства, превратив их в своего рода спортивные соревнования того времени — приблизительно во II—I веках до н. э. Гладиаторы, в число которых входили осуждённые преступники и рабы, а также добровольцы, жили в специальных школах и подвергались постоянным тяжёлым тренировкам. Под началом бывших гладиаторов новички практиковались на небольшой арене, постепенно дорастая до того, чтобы биться с другими гладиаторами. Все гладиаторы делились на несколько классов, наиболее известными из которых были секуторы, ретиарии и мурмиллоны. Все они были членами гладиаторских семей, однако на большинстве публичных поединков сражались друг с другом и часто убивали своего же товарища. После образования Римской империи гладиаторские поединки, как и школы, оказались под контролем государства. В конце I века н. э. в Риме насчитывалось уже четыре имперских школы, самой известной из которых была «Людус Магнус». По всей империи насчитывалось более 180 гладиаторских арен, в дополнение к которым для боёв использовались также амфитеатры — залы полукруглой формы, на которых поединки принимали форму театрализованного представления. Самым главным местом для поединков был построенный императором Титом в 80 году н. э. римский Колизей, где помимо боёв между гладиаторами публике предлагались также схватки людей с диким животными, привозившимися со всего Средиземноморья.

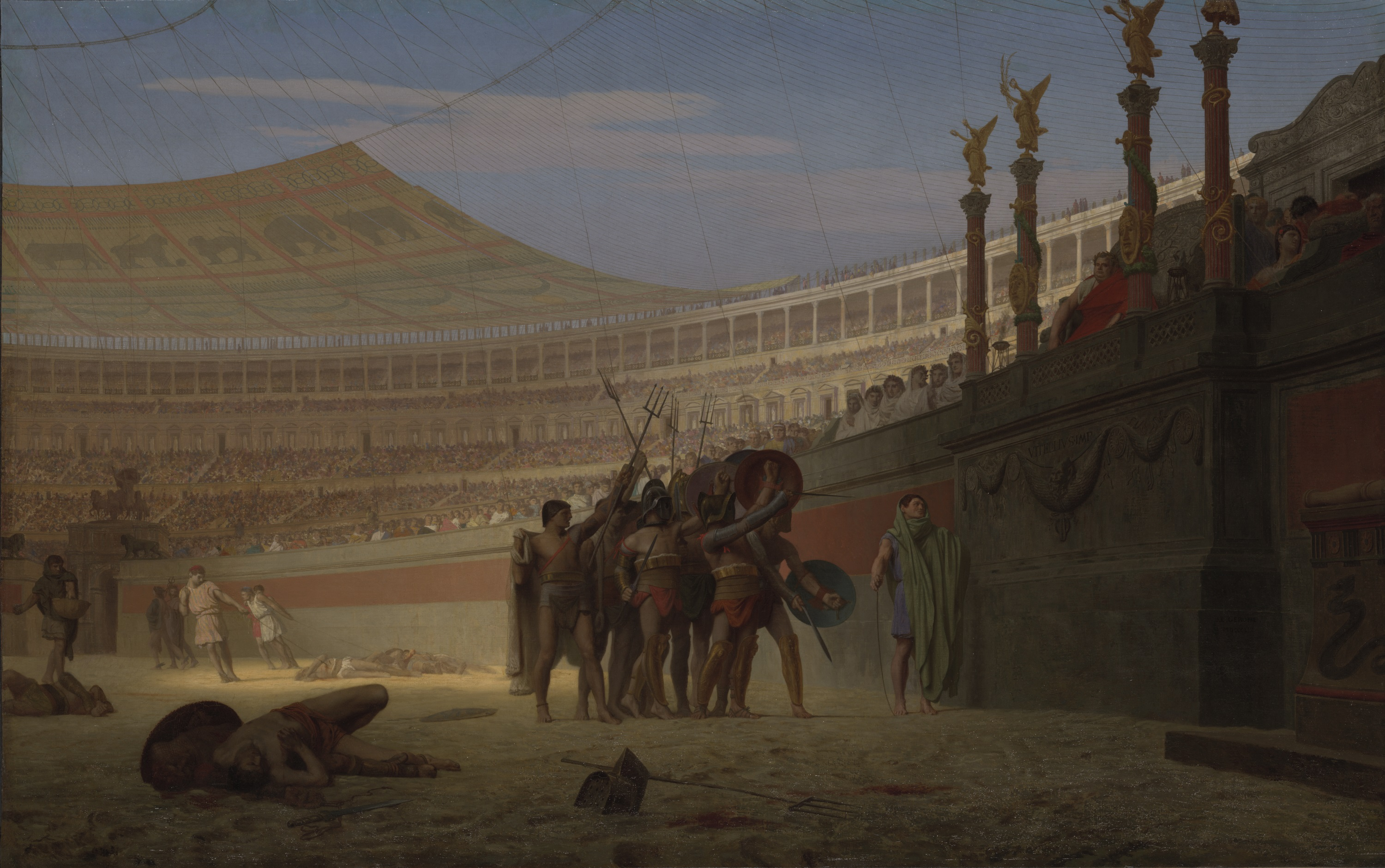
«Ave Caesar! Morituri te salutant», Жером

Гладиаторскую арену, а именно Колизей, Жером впервые увидел в 1843 году во время пребывания в Риме и с тех пор неоднократно изображал на своих картинах гладиаторские поединки. Ещё в 1859 году он создал работу «Ave Caesar! Morituri te salutant», где несколько стоящих на арене гладиаторов приветствуют римского императора, но данное полотно самому художнику не очень нравилось из-за недостаточной историчности. Сохранив прежнюю композицию, перед новой работой он обратился к историческим письменным источникам, что было довольно обычной практикой для художников того времени. Описание гладиаторского поединка Жером почерпнул из второй главы пятой части изобилующего кровавыми сценами романа Бульвер-Литтона «Последние дни Помпеи», ставшего известным после перевода на французский язык ещё в 1838 году. Воссозданная Жеромом архитектура арены основана на подлинных чертежах, оформление императорской ложи навеяно архитектурой мавзолея в Глануме, а на своих натурщиков для правдоподобности изображения художник надевал копии доспехи гладиаторов, найденных в Помпеях. Картина была закончена в 1872 году, сразу после возвращения Жерома из Лондона во время франко-прусской войны, но критики впоследствии отмечали, что не сто́ит рассматривать данную работу как аллюзию именно на этот конфликт.

## Композиция

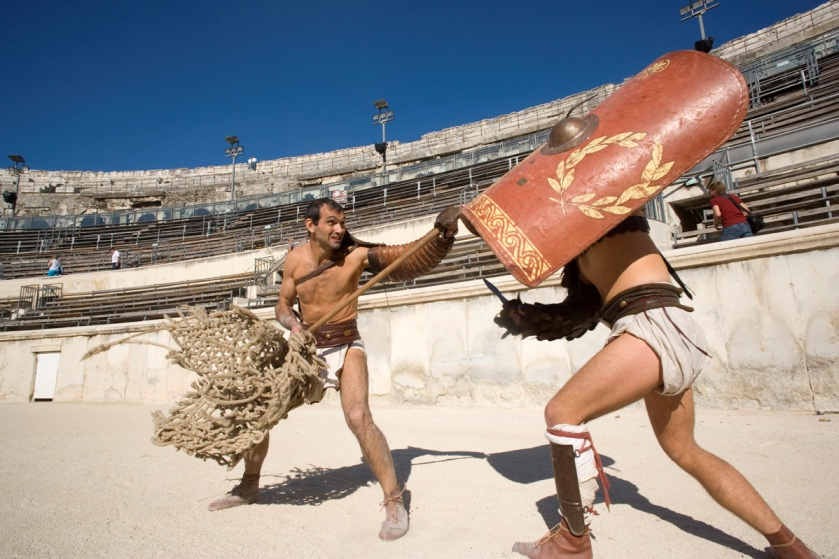
Бой ретиария и мурмиллона, реконструкция

Картина написана маслом на холсте, а её размеры составляют 96,5 × 149,2 см.
Лучи света проникают сквозь велариум на песок арены монументального Колизея, испещрённый свежими следами колесниц. Победивший мускулистый гладиатор в доспехах мурмиллона гордо ставит ногу на шею побеждённого ретиария, лежащего подле него. В левой руке мурмиллон держит щит, а в правой — короткий меч, которым готовится нанести смертельный удар. Его голова прикрыта огромным забралом шлема и повёрнута в ожидании к зрительному залу, где будет оглашён приговор — жизнь или смерть. Поверженный ретиарий — обнажённый юноша женственного вида — одет лишь в набедренную повязку; он протягивает правую руку вверх в мольбе за жизнь. Его оружие — сеть и трезубец — валяются рядом на песке. Толпа на трибунах единогласно жаждет крови. Весталки в белых одеждах, ответственные за сохранение огня в храме Весты на римском форуме, с кровожадностью, несоответствующей их сакральному статусу, одновременно повернули большие пальцы вниз, показав победителю жест Pollice verso, требующий смерти проигравшего. Полный равнодушия император сидит в своей личной ложе около весталок и спокойно жуёт инжир, манипулируя толпой, жаждущей его решения — казнить или миловать гладиатора.
Жером умело использовал освещение и перспективу для изображения мелких деталей сюжета, эффектно собрав все возможные составляющие гладиаторских поединков, обыкновенно фигурирующие в представлении публики, а также смешал вуайеризм, причудливую экзотику и садизм с демонстрацией чувства морального превосходства. По мнению Жана-Поля Тюилье, в своей картине Жером объединил пять веков истории гладиаторских поединков и неверно истолковал древние источники, так как зрители приходили посмотреть лишь на театрализованные представления с использованием оружия, во время которых погибал только один из десяти гладиаторов. Кроме этого, можно заметить расхождения в экипировке реальных и изображённых на картине гладиаторов, хотя и в настоящее время довольно сложно определить, кто использовал тот или иной вид оружия, а некоторые историки и вовсе утверждают, что помпейские артефакты были всего лишь парадным вооружением. В изображении жеста Жером допустил историческую неточность, вызвавшую значительные дебаты среди учёных, взявшихся за трактовку классических текстов римских поэтов Ювенала, Пруденция и Марциала; согласно распространённой среди исследователей точке зрения, «большие пальцы вниз» означали помилование гладиатора, а «большие пальцы вверх» — смерть.

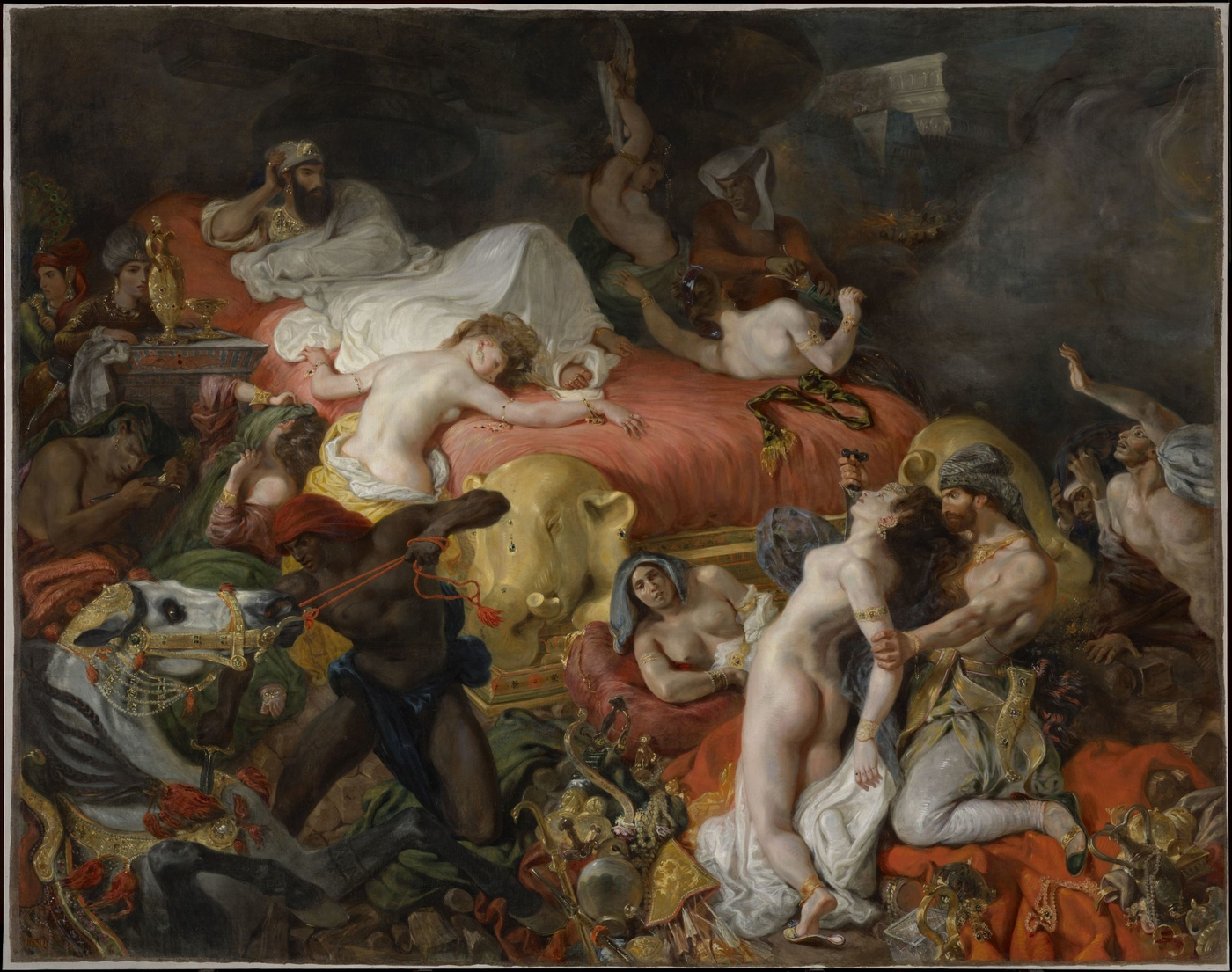
«Смерть Сарданапала» кисти Делакруа
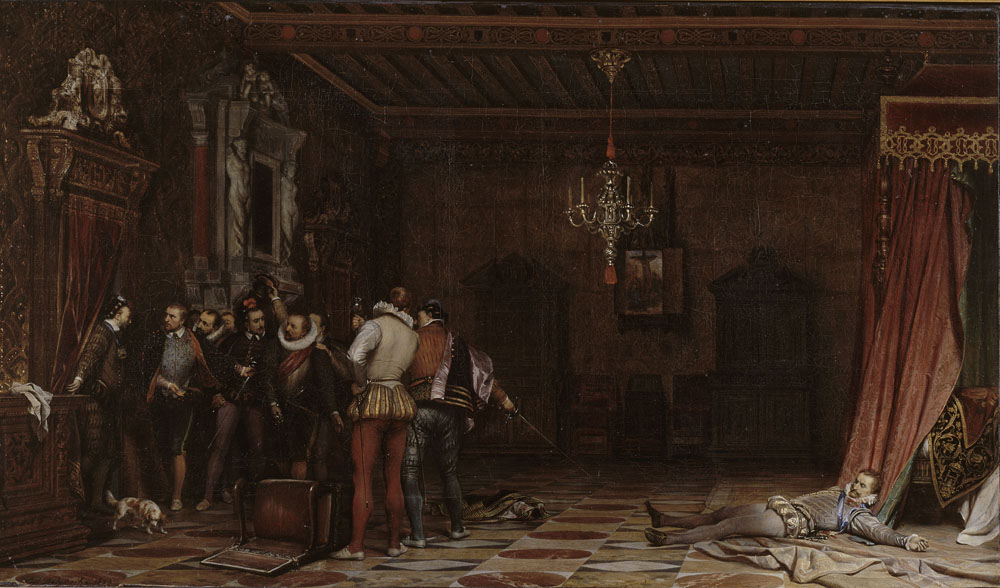
«Убийство герцога Гиза» кисти Делароша

Равнодушие римского императора напоминает сюжет картины «Смерть Сарданапала» кисти Эжена Делакруа, на которой царь остаётся в стороне от насилия, организованного им же самим для собственного удовольствия. Аллюзии просматриваются и при взгляде на довольно театральную композицию работы «Убийство герцога Гиза» Делароша, в отличие от которого Жером будто сделал зрителей непосредственными участниками гладиаторского поединка. По мнению Ги Дебора, таким образом в своей картине Жером вскрыл корни старейшего из социальных барьеров — «барьера насилия».

## Судьба

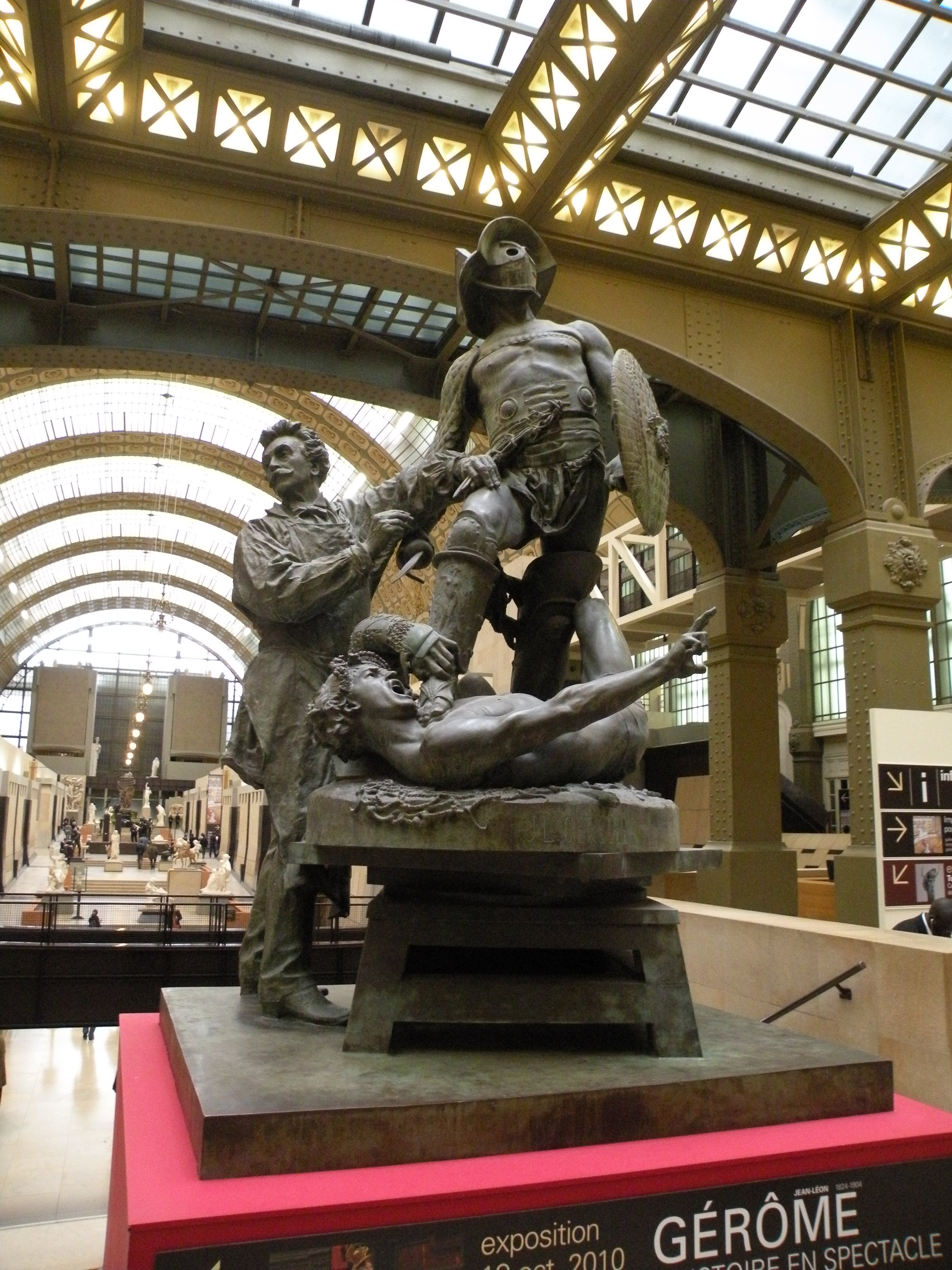
Скульптура Эме Моро «Жан-Леон Жером создаёт „Гладиатора“». Музей Орсе, Париж

В 1873 году картина экспонировалась на частной выставке, известной как «Круг Союза художников» (фр. Cercle de l'Union artistique), на Вандомской площади в Париже, а затем на Всемирной выставке в Вене. Примечательно, что на Всемирной выставке 1878 года в Париже Жером представил скульптурную группу «Гладиаторы», ставшую его первой работой в области скульптуры; в основу этой работы легла центральная группа картины Pollice verso. В том же году зять Жерома, Эме Моро, изваял своего тестя лепящим статую «Гладиаторов». Степень бесчеловечности, насилия и кровожадности сюжета полотна Жерома буквально гипнотизировали и потрясали зрителей. Так, русский критик Владимир Стасов пришёл в восторг от «одного из высших художников современной Европы»:
«Гладиаторы» Жерома — это одна из значительнейших страниц древней истории, переданных когда-либо художеством. Победоносный гладиатор, наступив ногою на побеждённого противника, в предсмертном ужасе бьющегося под его пятой, поворотив голову свою, в громадном, рогатом шлеме, к публике, спрашивая: что, убивать этого человека или нет? — и тысячи свирепых физиономий наклонились к нему из всех этажей цирка; мужчины, женщины, с распалёнными лицами и зверскими глазами, показывают ему опрокинутым вниз большим своим пальцем: «Убей, убей!». Это картина поразительная, страстная, захватывающая; таких не найдёшь в музеях прежнего искусства трёх последних столетий, вот того, что мы с пелёнок привыкли считать великим и «классическим».
Несмотря на свою известность, картина получила довольно мало отзывов от критиков и никогда не выставлялась на публичное обозрение за всё время существования Второй империи по причине того, что её сюжет расценивался как тонко завуалированная критика социально-политических условий имперского режима. Сам Жером считал именно эту картину лучшей в своём творчестве и некоторое время держал её в мастерской как образец для учеников, однако вскоре выставил на продажу. В 1873 году картина была куплена за 80 тысяч французских франков (16 тысяч долларов США) у Жерома через фирму «Boussod, Valadon & Cie» одним из богатейших людей Америки — миллионером и владельцем сети универмагов Александером Стюартом, который выставил её в Нью-Йорке. После этого полотно путешествовало по США и пользовалось огромным успехом у публики, а в цирке Барнума по сюжету работы даже ставили «живые картины». В настоящее время картина находится в коллекции художественного музея Финикса (Финикс, Аризона, США).

## Влияние
«Эта картина показала мне Римскую империю во всей её славе и порочности. Я сразу всё понял, меня это здорово зацепило».
Баланс между историческим знанием, воображением и иллюзией реальности спустя несколько десятилетий будет почерпнут из картин Жерома постановщиками студий Голливуда для своих фильмов. В частности, сцену из данной работы Жерома можно заметить в фильмах «Камо грядеши?» Энрико Гуаццони, «Спартак» Стэнли Кубрика и «Гладиатор» Ридли Скотта, а также в сериале «Спартак: Кровь и песок».